# Pulitzer-Preis 1948
Der Pulitzer-Preis 1948 war die 32. Verleihung des renommierten US-amerikanischen Literaturpreises. Es wurden Preise in 13 Kategorien im Bereich Journalismus und dem Bereich Literatur, Theater und Musik vergeben.
Erstmals wurde ein Pulitzer-Preis in der Kategorie Lokale Berichterstattung (Local Reporting) vergeben, außerdem wurden mehrere Kategorien umbenannt. Im Bereich Literatur, Theater und Musik wurde die Kategorie Roman (Novel) in Belletristik (Fiction) umbenannt. Im Bereich Journalismus wurden die Kategorien Berichterstattung im Inland per Telegrafie (Telegraphic Reporting – National) in Berichterstattung im Inland (National Reporting) und Auslandsberichterstattung per Telegrafie (Telegraphic Reporting – International) in Auslandsberichterstattung (International Reporting) umbenannt. Die Preise in den Kategorien Berichterstattung (Reporting) und Korrespondenz (Correspondence) wurde nicht mehr verleihen.
Die Jury des Pulitzer-Preises bestand aus 16 Personen, unter anderem Joseph Pulitzer, Sohn des Pulitzer-Preis-Stifters und Herausgeber des St. Louis Post-Dispatch und Dwight D. Eisenhower, Präsident der Columbia-Universität.

## Preisträger
| Kategorie                                           | Preisträger                                         | Begründung |
| --------------------------------------------------- | --------------------------------------------------- | --- |
| Dienst an der Öffentlichkeit (Public Service)       | St. Louis Post-Dispatch                             | Preis verliehen für die Berichterstattung über das Minenunglück in Centralia, Illinois, die einer umfangreichen Änderung der Sicherheitsrichtlinien herbeiführen konnte. |
| Lokale Berichterstattung (Local Reporting)          | George E. Goodwin, The Atlanta Journal-Constitution | Preis verliehen für die Berichte über den Wahlbetrug im Telfair County im Jahr 1947.                                                                                     |
| Berichterstattung im Inland (National Reporting)    | Bert Andrews, New York Herald Tribune               | Preis verliehen für die Artikel unter dem Titel A State Department Security Case.                                                                                        |
| Berichterstattung im Inland (National Reporting)    | Nat S. Finney, Minneapolis Tribune                  | Preis verliehen für die Berichterstattung über die Absicht der Truman-Administration auch im Friedensfall Dokumente von nationalen Behörden als geheim einzustufen.      |
| Auslandsberichterstattung (International Reporting) | Paul W. Ward, The Baltimore Sun                     | Preis verliehen für seine Artikelserie Life in the Soviet Union über das Leben in der Sowjetunion.                                                                       |
| Leitartikel (Editorial Writing)                     | Virginius Dabney, Richmond Times-Dispatch           | Preis verliehen für die Leitartikel im Laufe des Jahres. |
| Karikatur (Editorial Cartooning)                    | Reuben L. Goldberg, New York Sun                    | Preis verliehen für Peace Today. |
| Fotografie (Photography)                            | Frank Cushing, Boston Traveler                      | Preis verliehen für die Fotografie Boy Gunman and Hostage. |

| Kategorie                                                   | Preisträger                                                                            |
| ----------------------------------------------------------- | -------------------------------------------------------------------------------------- |
| Belletristik (Fiction)                                      | Tales of the South Pacific (dt. Titel: Die Südsee – Erzählungen) von James A. Michener |
| Theater (Drama)                                             | A Streetcar Named Desire (dt. Titel: Endstation Sehnsucht) von Tennessee Williams      |
| Geschichte (History)                                        | Across the Wide Missouri von Bernard Devoto                                            |
| Biographie oder Autobiographie (Biography or Autobiography) | Forgotten First Citizen: John Bigelow von Margaret Clapp                               |
| Dichtung (Poetry)                                           | The Age of Anxiety (dt. Titel: Das Zeitalter der Angst) von W. H. Auden                |
| Musik (Music)                                               | Symphony, No. 3 (dt. Titel 3. Sinfonie) von Walter Piston                              |

Sonderpreis (Special Awards and Citations)
- Frank D. Fackenthal wurde mit dem Sonderpreis geehrt. Das Komitee wollte damit die besondere Wertschätzung für seine Arbeit, erst als Sekretär und Provost, später als amtierender Präsident der Columbia-Universität ausdrücken. Als Provost war er in die Verwaltung der Pulitzer-Preis-Verleihung eingebunden.